# Ara severus
Ara severus là một loài chim trong họ Psittacidae.
Ara severus là một trong những loài vẹt đuôi dài lớn nhất. Chúng đạt đến kích thước khoảng 45 cm, trong đó khoảng một nửa là chiều dài của đuôi.
Chúng có thể được tìm thấy trên một phần lớn của miền Bắc Nam Mỹ từ Panama về phía nam vào Amazon Brazil và miền Trung Bolivia.
Tuổi thọ của loài vẹt này từ 30 đến 80 tuổi.

## Hình ảnh

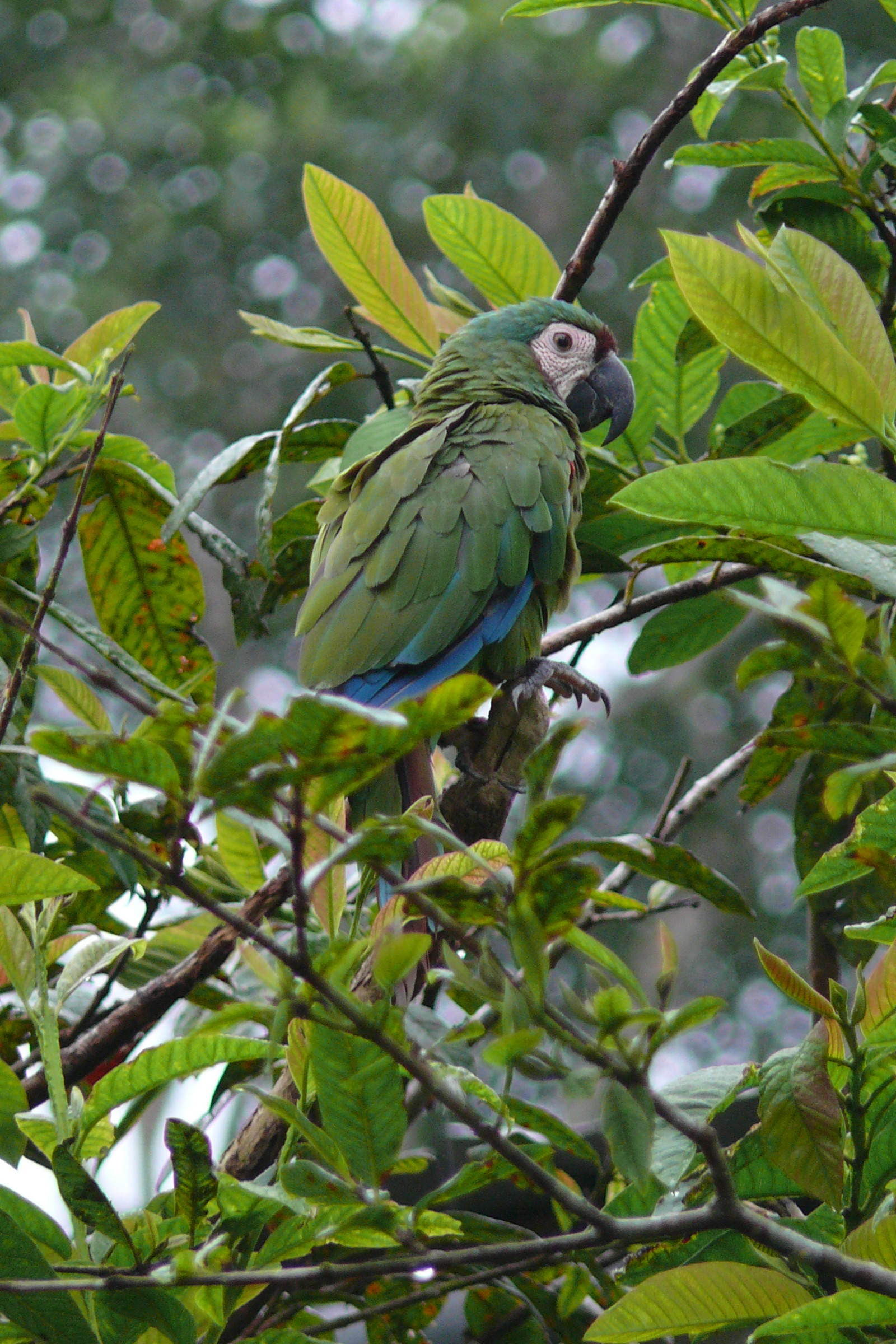
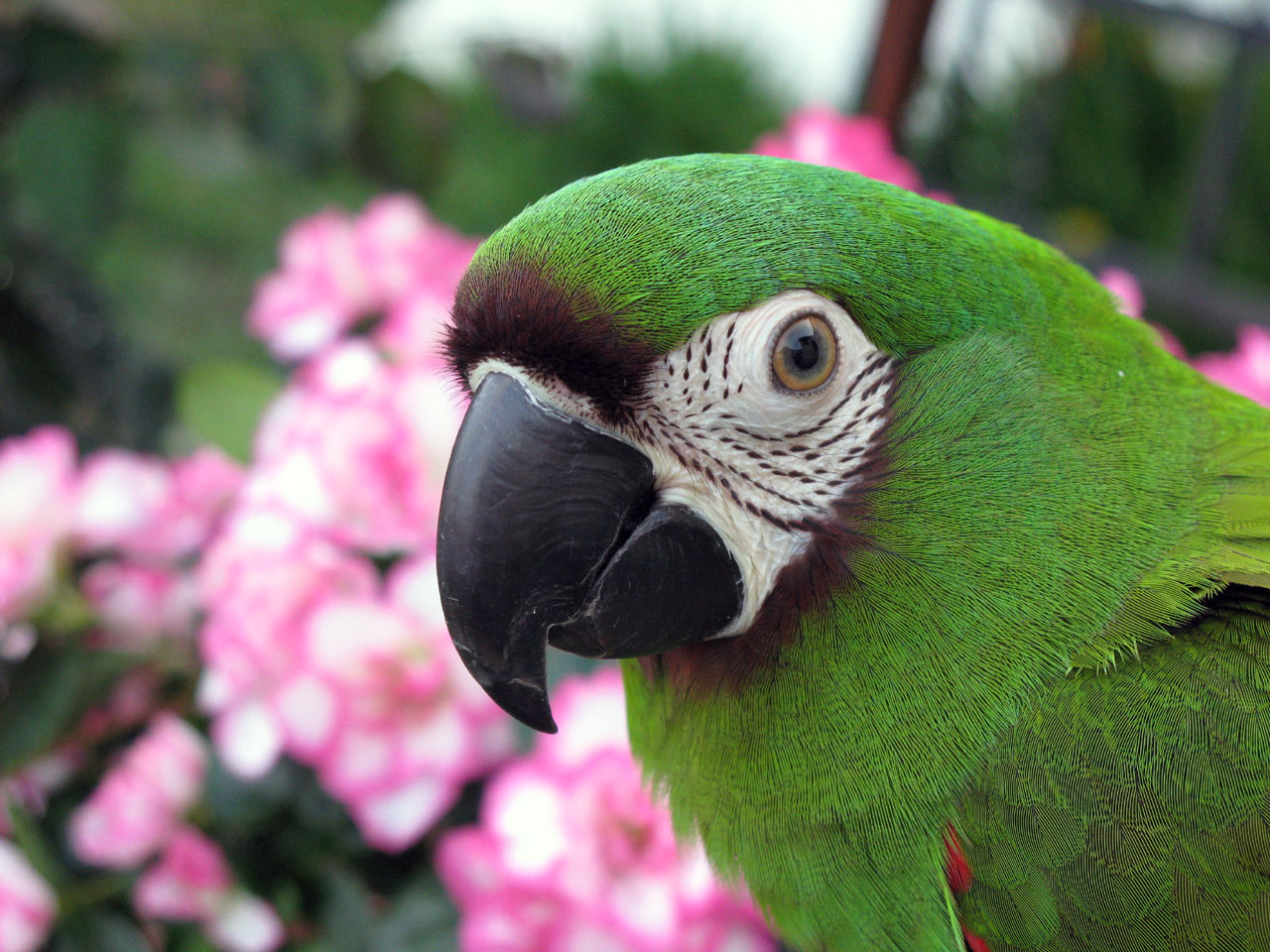
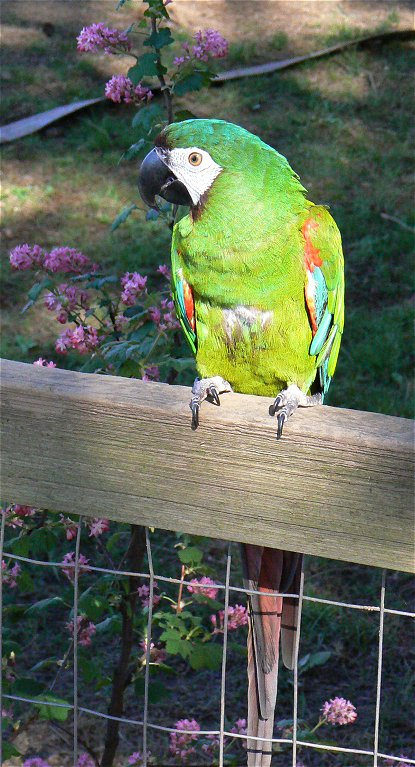
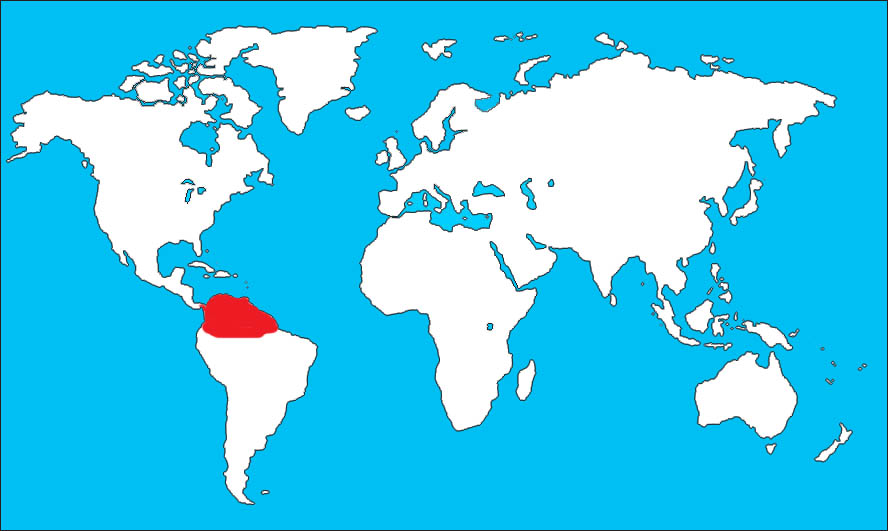
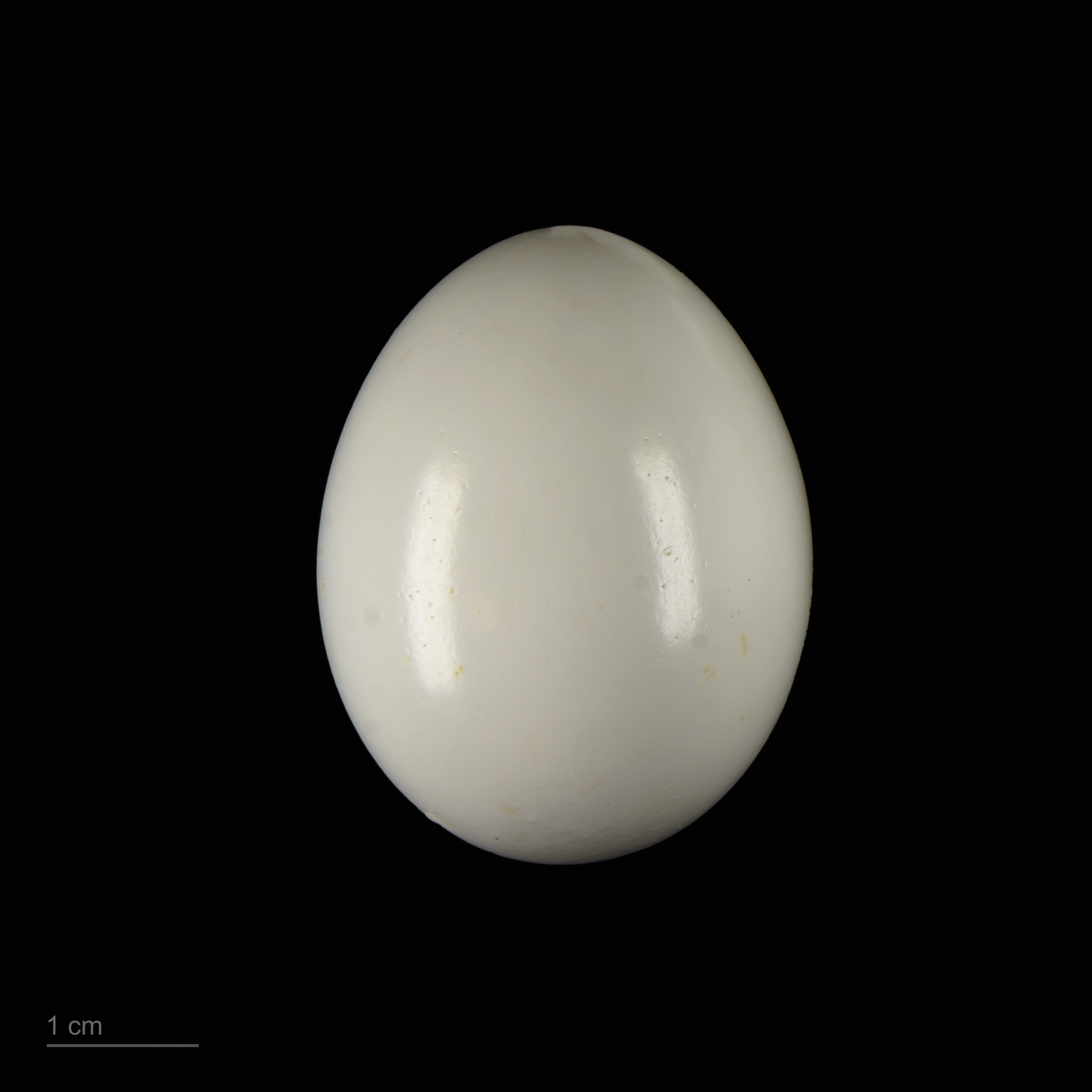
Museum specimen